# Козирод Іван Іванович
Іван Іванович Козирод (14 жовтня 1923, с. Сахновщина, нині Харківської області — 29 квітня 2024, м. Одеса) — український мистецтвознавець і графік. Член НСХУ (2005).

## Біографічні відомості
Закінчив Харківське державне художнє училище (1951), Інститут живопису, скульптури та архітектури імені Рєпіна у Ленінграді (1961). Працював викладачем Білгород-Дністровського педагогічного училища (1951—1959).
Від 1959 р. мешкав в Одесі, викладав у художньому училищі.
У 1962–66 рр. — заступник директора з наукової роботи картинної галереї;
У 1966–75 рр. — директор Одеського музею західного та східного мистецтва.

## Творчість
Автор графічних пейзажів та натюрмортів. Учасник обласних і всеукраїнських художніх виставок від 1960-х рр.
Персональні виставки — в Одесі (1987, 1993), Краснограді (Харківська обл., 1988), Білгороді-Дністровському (1998, 2003).
Уклав каталог «Одеський музей західного та східного мистецтва» (1973), путівник «Одеський музей західного та східного мистецтва» (1977), альбом «Михайло Жук» (1987). Автор низки статей, опублікованих у журналі «Образотворче мистецтво», зокрема «Невідомі твори Олексія Шовкуненка» (1988, № 4), «Неопубліковані ілюстрації до „Кобзаря“ Амвросія Ждахи» (1996, № 2).

### Основні твори
«Вітряк» (1975), «Лісовий струмок» (1982), «Перший сніг» (1985), «Троянди» (1986).